# Bob Dylan (álbum)
Bob Dylan es el primer álbum de estudio del músico estadounidense Bob Dylan, publicado por la compañía discográfica Columbia Records en marzo de 1962. Producido por John H. Hammond, fue grabado en apenas tres sesiones entre los días 20 y 22 de noviembre de 1961, un año después de que Dylan llegara a Nueva York y comenzase a ofrecer conciertos en clubes y bares del Greenwich Village. El álbum incluyó canciones folk de la tradición estadounidense, en su mayoría compuestas por artistas clásicos, a excepción de dos composiciones propias, «Talkin' New York» y «Song to Woody».
A pesar del creciente interés que suscitó Dylan a raíz del lanzamiento de The Freewheelin', su álbum debut pasó desapercibido entre la prensa musical y no entró en ninguna lista de discos más vendidos: en 1965, cuando el músico obtuvo un mayor reconocimiento, Bob Dylan llegó al puesto quince en la lista de discos más vendidos del Reino Unido.

## Grabación
Dylan conoció a John H. Hammond el 14 de septiembre de 1961 en un ensayo con Carolyn Hester en el apartamento que compartía con su por entonces marido, Richard Fariña. Hester había invitado a Dylan a la sesión para tocar la armónica, y Hammond lo aprobó como músico de sesión después de escucharlo ensayar, con recomendaciones de Liam Clancy y de su propio hijo, John P. Hammond. Hammond comentó en una entrevista con Robert Shelton que decidió contratar a Dylan «en el acto», y lo invitó a las oficinas de Columbia para una prueba más formal. Aunque no existen grabaciones en los archivos de Columbia, tanto Hammond como Mitch Miller, director de A&R de la discográfica, confirmaron que hubo una audición. 

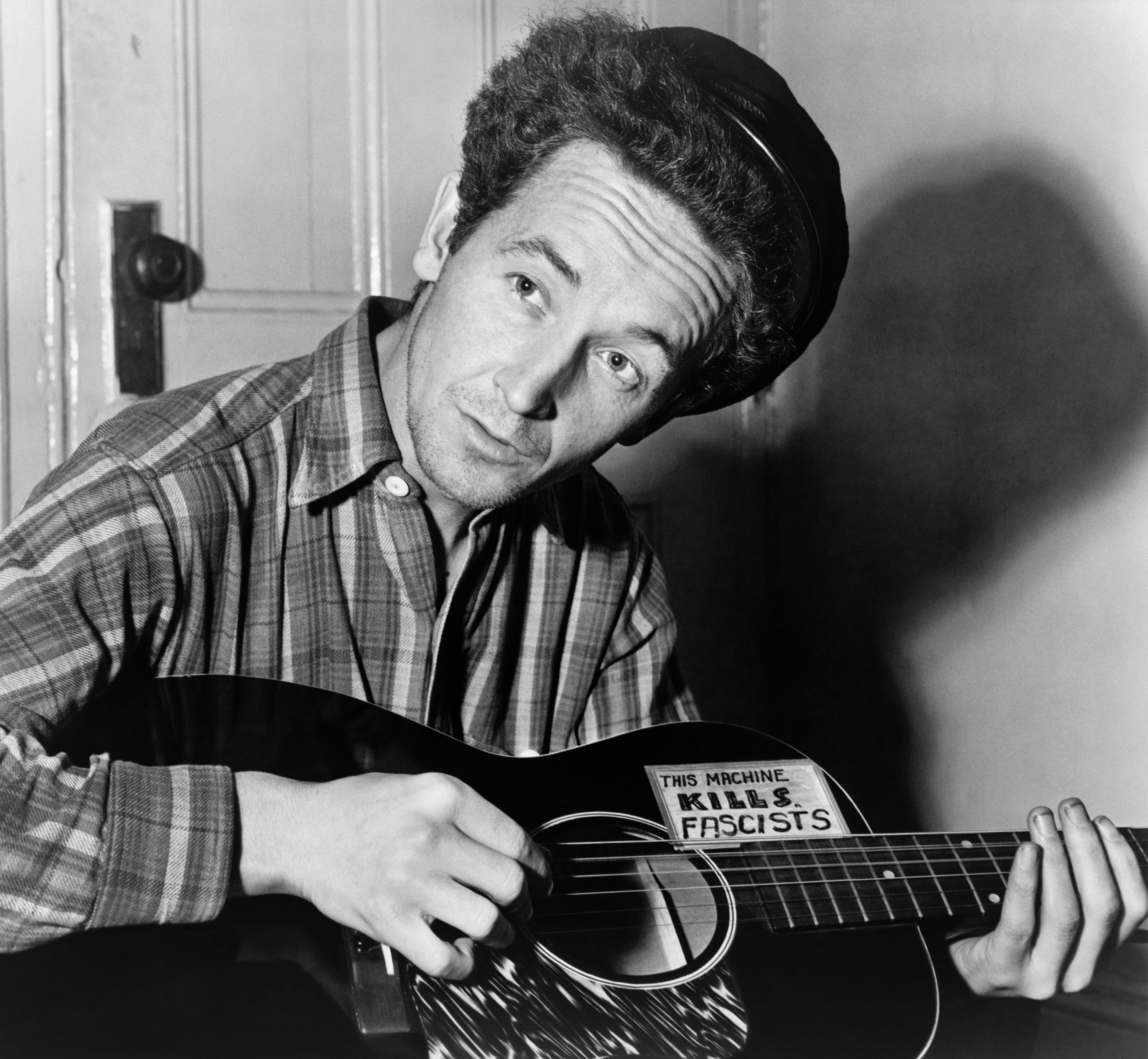
«Song to Woody» está dedicada a Woody Guthrie, una de las mayores influencias musicales de Dylan.

El 26 de septiembre, Dylan comenzó una serie de conciertos en el Gerde's Folk City, y tres días después, obtuvo una reseña excepcionalmente favorable en el New York Times. El mismo día, Dylan tocó la armónica en las sesiones de grabación de Hester en los estudios de Columbia en Nueva York. Después de la sesión, Hammond llevó a Dylan a sus oficinas y le entregó un contrato estándar por cinco años con Columbia, el cual Dylan firmó inmediatamente. Esa noche en Gerdes, Dylan comentó a Shelton la oferta de Hammond, pero le pidió que lo «mantuviera en secreto» hasta que el contrato fuera aprobado por los jefes de Columbia. 
Hammond reservó tiempo en el estudio de grabación a finales de noviembre, y durante las semanas previas a las sesiones, Dylan comenzó a buscar nuevo material a pesar de estar familiarizado con una serie de canciones. Según Carla Rotolo, amiga del músico y hermana de su novia Suze Rotolo: «Pasó la mayor parte de su tiempo escuchando mis discos, días y noches. Estudió el Folkways Anthology of American Folk Music, las voces de Ewan MacColl y A.L. Lloyd, la guitarra de Rabbit Brown, Guthrie, por supuesto, y el blues... Su disco estaba en una etapa de planificación. Todos estábamos preocupados sobre las canciones que Dylan iba a hacer. Recuerdo hablar claramente sobre eso».
El álbum fue grabado en tres cortas sesiones entre el 20 y el 22 de noviembre. Hammond bromeó más tarde con que Columbia gastó «sobre 402 dólares» para grabarlo. A pesar del bajo coste y del corto espacio de tiempo, Dylan no dominaba todavía las técnicas de estudio, según Hammond. «Bobby restallaba cada p, silbaba cada s, y se alejaba habitualmente del micrófono. Aún más frustrante era que se negaba a aprender de sus errores. Se me ocurrió en el momento que nunca había trabajado antes con alguien tan indisciplinado».
Dylan grabó un total de diecisiete canciones. Cinco de las pistas elegidas para el álbum fueron grabadas en una única toma («Baby, Let Me Follow You Down», «In My Time of Dying», «Gospel Plow», «Highway 51 Blues» y «Freight Train Blues»), mientras que la toma maestra de «Song to Woody» fue grabada tras un falso comienzo. Las cuatro canciones descartadas de Bob Dylan fueron también grabadas en una sola toma. Durante las sesiones, Dylan se negó a grabar segundas tomas de algunas canciones. «Dije que no. No puedo verme a mí mismo cantando la misma canción dos veces seguidas. Eso es terrible».

## Canciones descartadas
Dylan grabó tres canciones durante las sesiones de Bob Dylan que no fueron incluidas finalmente en el álbum: «House Carpenter», «He Was a Friend of Mine» y otra composición propia, «Man on the Street», todas ellas publicadas en el recopilatorio The Bootleg Series Volumes 1–3 (Rare & Unreleased) 1961–1991. Un cuarto descarte, «Ramblin' Blues», compuesta por Woody Guthrie, sigue siendo inédito a día de hoy.
«House Carpenter», una reinterpretación de la balada escocesa «The Daemon Lover» y la última canción grabada durante las sesiones, fue descrita por el biógrafo Clinton Heylin como «la más extraordinaria interpretación de las sesiones, tan impulsada por los demonios como cualquier cosa a la que Robert Johnson puso nombre». Por otra parte, una versión alternativa y acortada de «House of the Rising Sun», sobregrabada con instrumentos eléctricos en 1964, fue incluida en el CD ROM Highway 61 Interactive.

## Recepción
Bob Dylan no recibió gran atención de la prensa musical hasta que la carrera del músico se consolidó con The Freewheelin'. Según el biógrafo Tim Riley: «Estas canciones debut son ensayos con diferentes grados de convicción, pero incluso cuando su alcance supera su comprensión, nunca suena como si supera que está sobre su cabeza, o demasiado condescendiente... Al igual que Elvis Presley, lo que Dylan puede cantar, rápidamente lo domina; lo que no puede, lo retuerce a sus propios dispositivos. Y al igual que con las sesiones de Sun Records de Presley, la voz que salta desde el primer álbum de Dylan es su característica más llamativa, un aullido determinado, iconoclasta que mastica influencias y escupe la señal mezclada sin medio intentarlo».
En críticas retrospectivas del catálogo musical de Dylan, el álbum ha sido considerado como un debut condescendiente y olvidado a medida que el músico publicó nuevos trabajos. Stephen Thomas Erlewine de Allmusic escribió: «El primer álbum de Bob Dylan es como los álbumes debut de The Beatles y The Rolling Stones: «un esfuerzo esterlino, fuera de serie de lo que había antes en el género, pero al mismo tiempo eclipsado por los propios esfuerzos posteriores del artista». En el mismo sentido, Wilson y Alroy escribieron: «Para ser un cantante folk de fiar, Dylan tenía que demostrar que podía cantar canciones de otras personas, por lo que solo hay dos composiciones originales ("Song to Woody", "Talkin' New York")  a pesar de que ya tenía un montón de material original por entonces».
El álbum tampoco obtuvo buenas ventas, y Dylan fue durante un tiempo llamado como «el capricho de Hammond» en el círculo de Columbia Records. Mitch Miller, jefe de A&R en Columbia, estableció en 2500 copias las ventas totales en los Estados Unidos. Bob Dylan sigue siendo el único trabajo de Dylan que no entró en ninguna lista de los Estados Unidos, aunque en el Reino Unido alcanzó el puesto trece en 1965. A pesar de los malos resultados del álbum, no supuso un problema financiero para Columbia debido a los bajos costes de las sesiones de grabación.
El 22 de diciembre de 1961, un mes después de la última sesión de grabación de Bob Dylan, el músico visitó a Bonnie Beecher en Minneapolis, Minnesota. Dylan celebró una sesión informal en su apartamento, donde tocó veintiséis canciones grabadas por Glover en un magnetófono de bobina abierta. La cinta, conocida popularmente comp The Minneapolis Hotel Tape, comenzó a circular al poco tiempo en bootlegs y proporcionó un vistazo profundo al potencial musical de Dylan apenas un mes después de grabar su álbum debut. Según Clinton Heylin, algunas de estas canciones dieron a Dylan «una clave de suma importancia en cuanto a cómo podría moldear melodías tradicionales y sensibilidades en su propia visión del mundo». Varias canciones del bootleg han ido apareciendo posteriormente en publicaciones oficiales: «I Was Young When I Left Home», una reinterpretación de la tradicional «Nine Hundred Miles», vio la luz en The Bootleg Series Vol. 7: No Direction Home: The Soundtrack, mientras que «Hard Times in New York Town», basada en la tradicional «Hard Times in the Country Working on Ketty's Farm», se incluyó en el recopilatorio The Bootleg Series Volumes 1–3 (Rare & Unreleased) 1961–1991.

## Lista de canciones
| Cara A |                          |                         |          |  |
| N.º    | Título                   | Escritor(es)            | Duración |  |
| 1.     | «You're No Good»         | Jesse Fuller            | 1:40     |  |
| 2.     | «Talkin' New York»       | Bob Dylan               | 3:20     |  |
| 3.     | «In My Time of Dying»    | Tradicional, arr. Dylan | 2:40     |  |
| 4.     | «Man of Constant Sorrow» | Tradicional, arr. Dylan | 3:10     |  |
| 5.     | «Fixin' to Die»          | Bukka White             | 2:22     |  |
| 6.     | «Pretty Peggy-O»         | Tradicional, arr. Dylan | 3:23     |  |
| 7.     | «Highway 51»             | Curtis Jones            | 2:52     |  |

| Cara B |                                   |                                    |          |  |
| N.º    | Título                            | Escritor(es)                       | Duración |  |
| 8.     | «Gospel Plow»                     | Tradicional, arr. Dylan            | 1:47     |  |
| 9.     | «Baby, Let Me Follow You Down»    | Tradicional, arr. Eric von Schmidt | 2:37     |  |
| 10.    | «House of the Risin' Sun»         | Tradicional, arr. Dave Van Ronk    | 5:20     |  |
| 11.    | «Freight Train Blues»             | John Lair, arr. Dylan              | 2:18     |  |
| 12.    | «Song to Woody»                   | Bob Dylan                          | 2:42     |  |
| 13.    | «See That My Grave Is Kept Clean» | Blind Lemon Jefferson              | 2:43     |  |

## Personal
Músicos
- Bob Dylan: voz, guitarra acústica y armónica

Equipo técnico
- John H. Hammond: productor

## Posición en listas
| País        | Lista           | Posición |
| ----------- | --------------- | -------- |
| Reino Unido | UK Albums Chart | 13       |